# Lloyd Pearson
Lloyd Pearson (13 de dezembro de 1897 – 2 de junho de 1966) foi um ator britânico, nascido Lloyd Mawson Pearson em Cleckheaton, perto de Bradford.
Faleceu em 2 de junho de 1966.

## Filmografia selecionada
- The Challenge (1938)
- Kipps (1941)
- Banana Ridge (1942)
- My Learned Friend (1943)
- Time Flies (1944)
- The Agitator (1945)
- The Three Weird Sisters (1948)
- Mr. Perrin and Mr. Traill (1948)
- Passport to Pimlico (1949)
- Portrait of Clare (1950)
- Hindle Wakes (1952)
- Private Information (1952)
- The Good Companions (1957)
- The Angry Silence (1960)